# گوه

مقطعی از شکل یک گوه، نیروی عمودی وارده به گوه باعث ایجاد نیروهای افقی می‌شود.

گُوِه (به انگلیسی: Wedge)، یکی از ماشین‌های ساده و ابزاری مکانیکی مثلثی شکل است که برای جدا نگه‌داشتن دو بدنه یا ایجاد شکاف در اجسام و کنترل بهتر به‌کار می‌رود. از مکانیزم این وسیله از دیرباز در ابزار سنگی مانند تیشه مشتی استفاده شده‌است.
شکل گوه سه‌گوش است و نوک تیز آن در شکاف یا فاصله بین دو جسم فرو می‌رود و نیرو را می‌توان به انتهای آن، مثلاً با چکش، وارد کرد. سطح شیب دار گُوِه متحرک است؛ این کیفیت به افزایش و تغییر جهت نیرو کمک می‌کند، مانند: تبر، تیغه، چاقو. مزیت مکانیکی یک گوه را می‌توان از راه تقسیم درازای آن به پهنایش بر پایه این فرمول محاسبه کرد:
{\displaystyle MA={L \over W}}